# Courtney Fortson
Courtney Fortson (Montgomery, 23 maggio 1988) è un cestista statunitense.

## Palmarès

### Club
- Superliga A: 1

Avtodor Saratov: 2013-14

### Individuale
- All-NBDL Second Team (2012)